# Lorenzo Nuvoletta
Lorenzo Nuvoletta (Marano di Napoli, 1 de enero de 1931-ibídem, 7 de abril de 1994) era un criminal italiano, jefe del clan Nuvoletta.

## Carrera criminal
Nació en Marano di Napoli en 1931. En los 1960s, su padre inauguró una sociedad de terratenientes hasta los 1970s que se incluyó en el crimen a través de Luciano Liggio y Totò Riina. En 1974, Gaspare Mutolo fue llevado por Rosario Riccobono a su casa (ahí lo esperaba Totò Riina) para afiliarlo a la Cosa Nostra. Según Giuseppe Di Cristina el clan tenía una refinería en nombre de Liggio. Entonces los camorristas y mafiosos llegaron a un acuerdo para el contrabando de cigarrillos en el puerto de Nápoles. Con el tiempo se involucran en el tráfico de cocaína a través de Umberto Ammaturo. En 1978, nació la Nuova Famiglia a través de sus alianzas con Cosa Nostra para combatir a Cutolo porque este último no quería que los sicilianos mandaran en Nápoles.En 1981, durante esta guerra, los Nuvoletta intentaron mediar entre la Nuova Famiglia y la Nuova Camorra Organizzata pero, poco tiempo después, algunos miembros de la NF, como Antonio Bardellino transgreden esta mediación porque consideraban a Cutolo como un abusivo. De hecho, Cutolo aprovecha está transgresión de Bardellino para vengarse de Carmine Alfieri y Pasquale Galasso, también miembros de la NF, asesinando a sus hermanos. Pero, a pesar de que los Nuvoletta eran miembros de la NF, nunca ofrecieron sus condolencias ni a Alfieri ni a Galasso por sus hermanos asesinados. Como consecuencia, Alfieri y Galasso junto con Bardellino se distancian de los Nuvoletta y eligen su propio camino para vengar a sus hermanos.
La Segunda guerra de la mafia también tuvo sus consecuencias en la Camorra dividiendo la NF porque Bardellino estaba aliado con Buscetta y los Nuvoletta con los Corleonesi. 
Bardellino mató personalmente a su hermano Ciro Nuvoletta y después ordenó la masacre de Torre Annunziata respectivamente en junio y agosto de 1984. Como consecuencia, Nuvoletta y los Corleonesi ordenaron el asesinato de 5 hombres de Alfieri-Bardellino. Para dar fin a la guerra, en junio de 1985, Los Nuvoletta vendieron a las autoridades a su aliado, el jefe de Torre Annunziata, Valentino Gionta. 2 días después del arresto de Gionta, un periodista napolitano de redacción judicial, Giancarlo Siani, informó que Lorenzo Nuvoletta decidió arrestar a Gionta para llegar a una paz con su enemigo Antonio Bardellino. Los Nuvoletta, para proteger su secreto de ser traidores, ordenaron el asesinato de Siani el 23 de septiembre. 

## Caída y muerte
En 1984, gracias a las declaraciones de los pentiti sicilianos como Tommaso Buscetta y Salvatore Contorno, el juez siciliano Giovanni Falcone ordenó el arresto de Nuvoletta por asociación mafiosa pero Nuvoletta continuaba prófugo hasta su arresto en diciembre de 1990. En enero de 1992, fue condenado a 9 años de prisión por asociación mafiosa. En febrero de 1994, le fue concedido el arresto domiciliario por la metástasis del cáncer de hígado y el 7 de abril, falleció a causa de esta metástasis.